# Markarian 1498
Markarian 1498 è una galassia dal nucleo galattico attivo situata in direzione della costellazione del Dragone alla distanza di 706 milioni di anni luce dalla Terra. La regione centrale della galassia, che ospita al centro un buco nero supermassiccio, emette getti di gas caldo altamente ionizzato per un raggio di almeno 65. 000 anni luce.
Recenti osservazioni sono state effettuate tramite il Telescopio spaziale Hubble su Markarian 1498 ed altre sette galassie con caratteristiche simili permettendo di evidenziare strutture filamentose estese per migliaia di anni luce, illuminate dalla radiazione che emerge dal nucleo galattico attivo cioè un quasar generato dal buco nero supermassiccio. Alcuni elementi presenti nei filamenti, come l'ossigeno, l'elio, l'azoto, lo zolfo e il neon, assorbono la luce del quasar e la riemettono lentamente nel corso di migliaia di anni; il loro colore verde brillante è principalmente dovuto all'ossigeno ionizzato.
Fu osservata tra le galassie di Markarian, da cui il nome.

## Galleria d'immagini

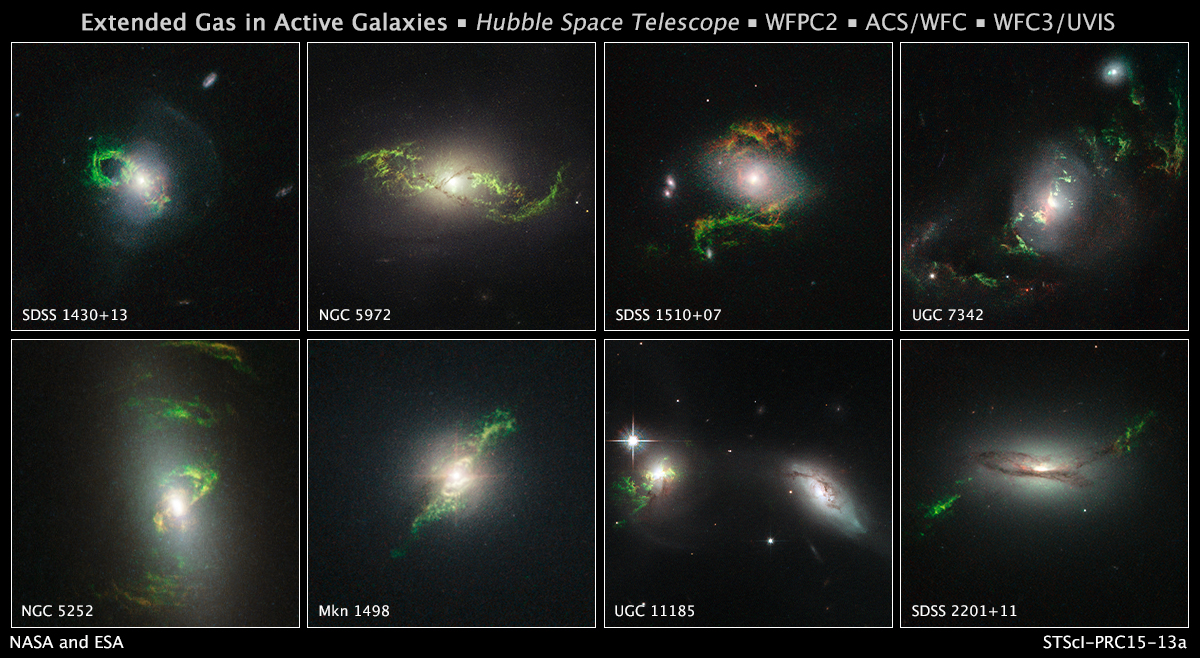
Markarian 1498 e le altre sette galassie attive studiate da HST